# Calerno
Calerno è una frazione del comune di Sant'Ilario d'Enza, in provincia di Reggio Emilia, posta a circa 2 km da quest'ultima.

## Origini del nome
L'etimologia del nome Calerno è incerta; potrebbe trattarsi di un toponimo di origine germanica (Ha Lern) che in longobardo poteva significare "terreno argilloso". Una località con un nome similare (Calernet) si trova in Provenza, Alpi Marittime, nei pressi del Plateau de Calern.

## Storia
Calerno viene citato per la prima volta in un documento datato intorno all'anno Mille, con riferimento alla sua commenda, prima benedettina (dipendente dalla comunità benedettina di Brescello), poi affidata all'Ordine Ospedaliero di San Giovanni di Gerusalemme, cioè ai religiosi che successivamente divennero noti come i Cavalieri di Malta.
Il centro di Calerno è detto localmente La Duchessa, posto vicino alla chiesa dedicata a Santa Margherita, sulla Via Emilia, a meno di un chilometro dalla Commenda.
La Commenda appunto era uno xenodochio, cioè un edificio gestito da religiosi come albergo e ospedale per i viaggiatori e pellegrini, sembra in corrispondenza di un ponticello su quello che allora era il ramo più orientale dei molti in cui si divideva l'Enza privo di argini, che oggi rappresenta il confine tra i comuni di Sant'Ilario e Reggio Emilia (l'attuale torrente, a ovest di Sant'Ilario, fa da confine tra le province di Parma e Reggio Emilia).
Anche nel centro attuale di Calerno vi era un edificio dello stesso genere de la Commenda, solo in parte conservato, detto localmente la Masone.
Fino a meno di due secoli fa Calerno, pur politicamente soggetto al ducato di Modena, era religiosamento soggetto alla diocesi di Parma, essendo il confine tra le due diocesi appunto corrispondente allo scomparso ramo più orientale dell'Enza.
Oggi Calerno è un rilevante centro industriale, oltre che agricolo, ed ha attirato numerosi immigrati italiani e stranieri.
Dispone di una significativa vita culturale che fa riferimento alle sue tradizioni, tra cui un gruppo specializzato in rievocazioni storiche medievali, ed una compagnia dialettale.
La chiesa di Calerno è dedicata alla patrona Santa Margherita (da cui il soprannome dei calernesi: margheritini), mentre l'oratorio della Commenda è dedicato a San Lorenzo.

## Sport
Hanno sede nel comune la società di calcio Virtus Calerno, che ha disputato campionati dilettantistici regionali e la società di pallavolo Volley Calerno con la squadra maschile in serie C e la femminile in serie D.